# Calymmaria persica
Calymmaria persica är en spindelart som beskrevs av Nicholas Marcellus Hentz 1847. Calymmaria persica ingår i släktet Calymmaria och familjen panflöjtsspindlar. Inga underarter finns listade.